# Pezzottait
Pezzottait (IMA-Symbol Pez) ist ein sehr selten vorkommendes Mineral aus der Mineralklasse der „Silikate und Germanate“ mit der chemischen Zusammensetzung CsLiBe2Al2Si6O18 und damit chemisch gesehen ein Caesium-Lithium-Beryllium-Aluminium-Silikat.
Pezzottait kristallisiert im trigonalen Kristallsystem und entwickelt tafelige Kristalle mit hexagonalem Habitus von bis zu 10 cm Größe. Die durchsichtigen bis durchscheinenden Kristalle sind von himbeerroter bis -rosa oder rosaroter bis oranger Farbe und zeigen auf den Oberflächen einen glasähnlichen Glanz.

## Etymologie und Geschichte
Entdeckt wurde Pezzottait erstmals in Mineralproben aus der Sakavalana-Mine bei Ambatovita etwa 140 Kilometer südwestlich von Antsirabe in Madagaskar. In der Edelsteinmine werden schon seit den 1940ern verschiedenfarbige Turmaline sowie Beryll abgebaut. Daneben wurden im November 2002 auch tiefrosa Kristalle gefunden, die zunächst als „Himbeer-Beryll“ bezeichnet wurden. Erst 2003 stellte ein internationales Team aus Mineralogen und Chemikern um Brendan M. Laurs fest, dass es sich beim Pezzottait um eine bisher unbekanntes Mineralart handelte. Benannt wurde das Mineral nach Federico Pezzotta (* 1965) in Anerkennung seiner Beiträge zur Mineralogie Madagaskars.
Das Typmaterial des Minerals wird im National Museum of Natural History (NMNH) in Washington, D.C., USA und im Canadian Museum of Nature (CMN) in Ottawa, Kanada (beide ohne dokumentierte Inventarnummer) sowie im Naturhistorischen Museum Bern (NMBE) in der Schweiz unter der Inventarnummer NMBE 36990 aufbewahrt.

## Klassifikation
Da der Pezzottait erst 2003 als eigenständiges Mineral anerkannt wurde, ist er in der letztmalig 1977 überarbeiteten 8. Auflage der Mineralsystematik nach Strunz noch nicht verzeichnet.
In der zuletzt 2018 überarbeiteten Lapis-Systematik nach Stefan Weiß, die formal auf der alten Systematik von Karl Hugo Strunz in der 8. Auflage basiert, erhielt das Mineral die System- und Mineralnummer VIII/E.12-027. Dies entspricht der Klasse der „Silikate“ und dort der Abteilung „Ringsilikate“, wo Pezzottait zusammen mit Bazzit, Beryll, Bunnoit, Cordierit, Ferroindialith, Indialith, Sekaninait und Stoppaniit eine unbenannte Gruppe mit der Systemnummer VIII/E.12 bildet.
Die von der International Mineralogical Association (IMA) zuletzt 2009 aktualisierte 9. Auflage der Strunz’schen Mineralsystematik ordnet den Pezzottait in die erweiterte Klasse der „Silikate und Germanate“, dort aber ebenfalls in die Abteilung „Ringsilikate (Cyclosilikate)“ ein. Diese ist allerdings weiter unterteilt nach der Struktur der Silikatringe. Das Mineral ist hier entsprechend seinem Aufbau in der Unterabteilung „[Si6O18]12−-Sechser-Einfachringe ohne inselartige, komplexe Anionen“ zu finden, wo es zusammen mit Bazzit, Beryll, Indialith und Stoppaniit die „Beryllgruppe“ mit der Systemnummer 9.CJ.05 bildet.
In der vorwiegend im englischen Sprachraum gebräuchlichen Systematik der Minerale nach Dana hat Pezzottait die System- und Mineralnummer 61.01.01.05. Das entspricht ebenfalls der Klasse der „Silikate“ und dort der bereits feiner unterteilten Abteilung „Ringsilikate: Sechserringe“. Hier findet er sich zusammen mit Beryll, Bazzit, Indialith und Stoppaniit in der „Beryllgruppe“ innerhalb der Unterabteilung „Ringsilikate: Sechserringe mit Si6O18-Ringen; mögliche (OH) und Al-Substitution“.

## Kristallstruktur
Pezzottait kristallisiert in der trigonalen Raumgruppe R3m (Raumgruppen-Nr. 166) mit den Gitterparametern a = 15,946(4) Å und c = 27,803(8) Å sowie 18 Formeleinheiten pro Elementarzelle.

## Bildung und Fundorte
Pezzottait bildet sich im Spätstadium hydrothermaler Vorgänge und findet sich in Miarolen von Granit-Pegmatit-Gängen. Als Begleitminerale können unter anderem die Albit-Varietät Cleavelandit, Danburit, Kali-Feldspat (Amazonit), lithiumhaltiger Muskovit, Rauchquarz, Spodumen und verschiedene Turmaline auftreten.
Außer an seiner Typlokalität, der Sakavalana-Mine etwa 140 Kilometer südwestlich von Antsirabe konnte Pezzottait in Madagaskar nur noch im Sahatany-Tal in der Region Vakinankaratra entdeckt werden. Des Weiteren sind von dem sehr seltenen Mineral weltweit bisher nur rund 10 Vorkommen dokumentiert (Stand 2025), so unter anderem die Pegmatit-Lagerstätten Dara-e-Pech (Kunar) und Parun (Nuristan) in Afghanistan, Kovářová nahe Bystřice nad Pernštejnem in Tschechien, Khetchel (Shan-Staat) in Myanmar, die Pegmatit-Steinbrüche DSS Piława Górna in der polnischen Woiwodschaft Niederschlesien und der Granit-Steinbruch Emmons am Uncle Tom Mountain nahe Greenwood (Maine) in den USA.
Ein weiterer Fundort in Österreich, genauer der Steinbruch Hengl „Werk Eibenstein“ bei Eibenstein an der Thaya (Raabs an der Thaya) im niederösterreichischen Waldviertel, gilt bisher als nicht bestätigt beziehungsweise ungeprüft (Stand 2025).

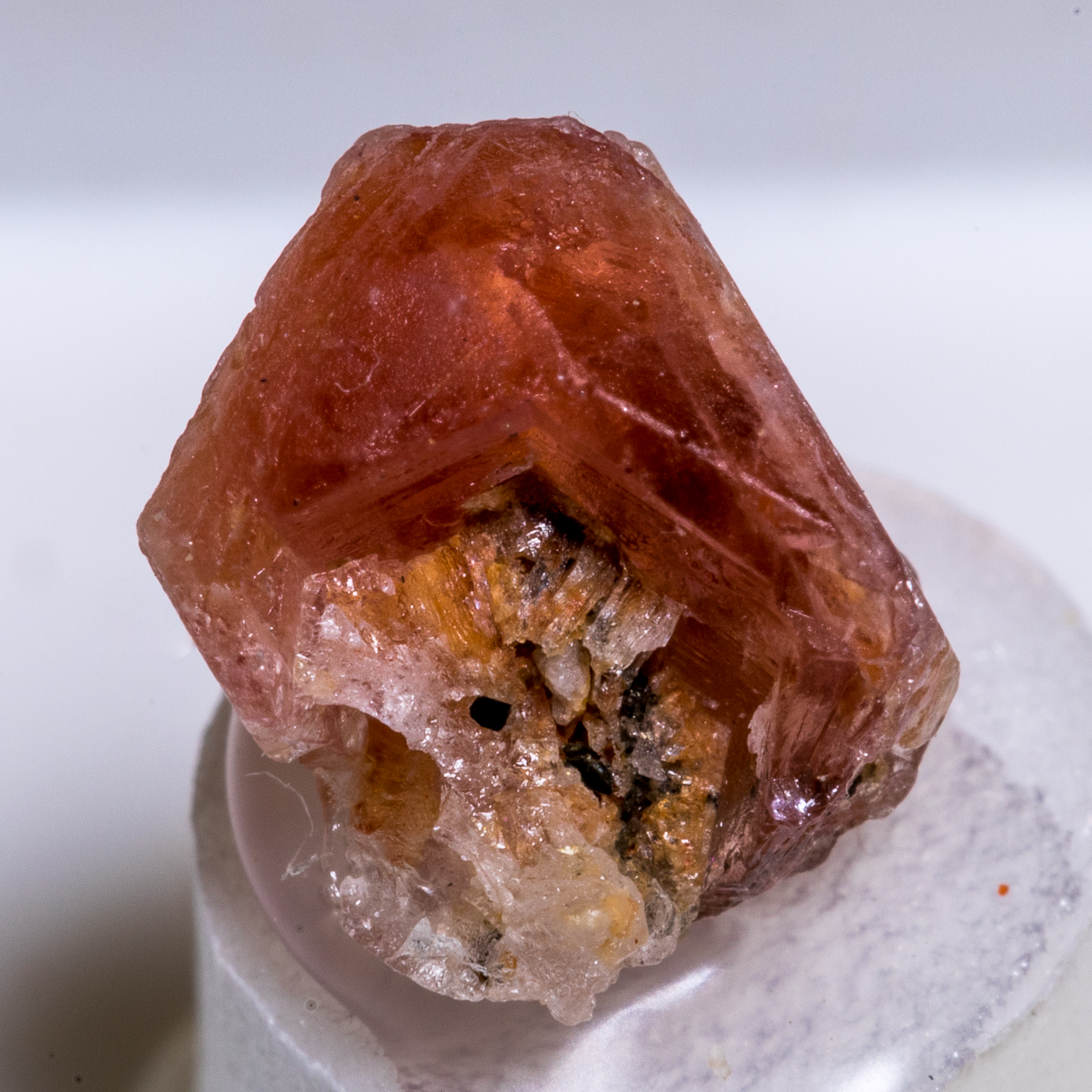
Pezzottait (rosa) aus dem Sakavalana-Pegmatit, 140 km SW von Antsirabe, Madagaskar
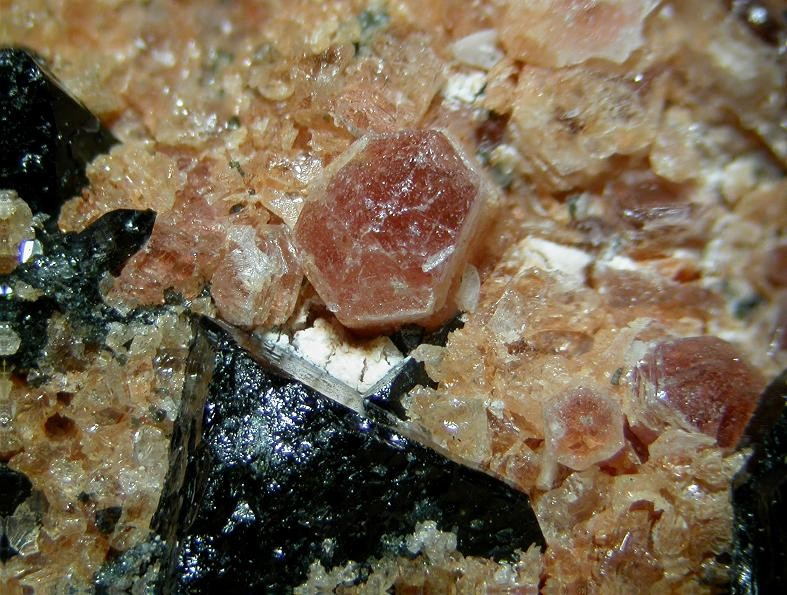
Pezzottait aus der gleichen Fundstätte (Sichtfeld 9 mm)

## Verwendung

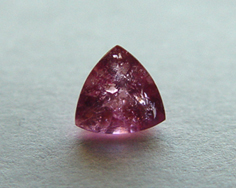
Pezzottait im Dreiecksschliff (0,58 ct) aus Madagaskar

Pezzottait wird bisher ausschließlich als Schmuckstein verwendet, ist allerdings aufgrund seiner großen Seltenheit und der eher kleinen Kristalle (selten schwerer als 1 ct) von eher geringer Bedeutung.